# Férfi 4 × 100 méteres vegyesúszás a 2013. évi nyári európai ifjúsági olimpiai fesztiválon
A 2013. évi nyári európai ifjúsági olimpiai fesztiválon az úszó versenyszámok közül a férfi 4 × 100 méteres vegyesúszás versenyeit július 19.-én rendezték Utrechtben.

## Rekordok
A versenyt megelőzően a következő rekordok voltak érvényben:
| EYOF rekord | Lengyelország | 3:46.07 | Tampere, Finnország | 2009 |

## Előfutamok
| H   | Nemzet             | Versenyzők                                                                              | E                                     | Mj |
| --- | ------------------ | --------------------------------------------------------------------------------------- | ------------------------------------- | -- |
| 1.  | Oroszország        | Filipp Shopin Anton Chupkov Dmitry Malkov Elisey Stepanov                               | 3:48.48 58.18 1:03.38 55.09 51.83     | Q  |
| 2.  | Ukrajna            | Andriy Khloptsov Yevgen Kurkin Dmytro Prozhoga Mykyta Mykhaylyuk                        | 3:50.62 58.77 1:03.94 55.77 52.14     | Q  |
| 3.  | Németország        | Franz Mueller Leo Schmidt Paulus Schoen Alexander Lohmar                                | 3:51.77 58.62 1:06.14 55.27 51.74     | Q  |
| 4.  | Olaszország        | Gianluca Gazzola Alex Baldisseri Giacomo Carini Andrea Manzi                            | 3:52.46 59.19 1:04.56 55.49 53.22     | Q  |
| 5.  | Egyesült Királyság | Martyn Walton Charlie Attwood Luke Gunning Suleman Butt                                 | 3:52.79 58.98 1:03.66 58.50 51.65     | Q  |
| 6.  | Spanyolország      | Javier Romerobarrios Juan Luis Vega Trejo Alberto Lozano Mateos Guillem Pujol Belmonte  | 3:52.85 58.34 1:06.82 55.72 51.97     | Q  |
| 7.  | Belgium            | Tuur Lemmens Basten Caerts Alexis Borisavljevic Thomas Thijs                            | 3:54.12 59.67 1:05.13 56.73 52.59     | Q  |
| 8.  | Lengyelország      | Dawid Murzyn Karol Zbutowicz Michal Chudy Michal Brzus                                  | 3:54.52 59.53 1:06.04 56.40 52.55     | Q  |
| 9.  | Franciaország      | Geoffrey Renard Jean Dencausse Guillaume Garzotto Jean-Baptiste Abily                   | 3:54.56 1:00.02 1:04.28 58.07 52.19   | T1 |
| 10. | Horvátország       | Kristian Komlenic Nikola Obrovac Ante Lucev Petar Kresimir Marasovic                    | 3:55.09 1:01.14 1:04.16 57.21 52.58   | T2 |
| 11. | Svédország         | Petter Fredriksson Benjamin Dzihic Filip Svedberg Daniel Forndal                        | 3:55.77 58.41 1:07.96 57.72 51.68     |    |
| 12. | Izrael             | Niv Ratz Amir Haviv Marc Hinnawi Ziv Kalontarov                                         | 3:55.85 59.49 1:07.33 57.41 51.62     |    |
| 13. | Csehország         | Tomas Franta Antonin Sveceny Marek Osina Martin Simacek                                 | 3:56.03 58.50 1:06.43 58.65 52.45     |    |
| 14. | Lettország         | Emils Pone Deniss Komars Arturs Pesockis Arvis Aigars                                   | 3:56.77 1:00.41 1:06.79 56.44 53.13   |    |
| 15. | Norvégia           | Marius Solaat Roedland Mads Henry Steinland Sigurd Holten Boeen Erik Arsland Gidskehaug | 3:57.21 58.66 1:05.24 59.52 53.79     |    |
| 16. | Észtország         | Andrei Gussev Werner-Erich Kulla Cevin Anders Siim Nikita Tsernosev                     | 3:57.56 1:00.39 1:07.08 57.41 52.68   |    |
| 17. | Litvánia           | Juozas Mackonis Paulius Grigaliunas Artur Kudelko Matas Lataitis                        | 3:57.67 1:01.16 1:03.58 59.06 53.87   |    |
| 18. | Svájc              | Marco Sidler Nico Spahn Marvin Slanschek Olivier Petignat                               | 3:59.31 1:02.87 1:05.11 58.24 53.09   |    |
| 19. | Szerbia            | Sekul Sekulovic Lakatos Kristian Igor Miljanovic Matija Pucarevic                       | 4:00.78 1:02.03 1:07.72 57.81 53.22   |    |
| 20. | Szlovákia          | Alexander Svetlik Peter Durisin Ivan Fratric Tomas Puchly                               | 4:01.21 1:00.57 1:06.86 1:00.62 53.16 |    |
| 21. | Fehéroroszország   | Mikita Tsmyh Ihar Vauchok Artsiom Pushkou Pavel Mysliuchyk                              | 4:01.42 59.41 1:08.38 1:00.09 53.54   |    |
| 22. | Szlovénia          | Gasper Basic Luka Dover Blaz Demsar Chad Andoljsek                                      | 4:02.09 1:02.56 1:07.62 58.58 53.33   |    |
| 23. | Törökország        | Ege Baser Ahmet Mustafa Kurtulus Kaan Oezcan Emre Sakci H.                              | 4:02.85 1:00.22 1:09.73 58.26 54.64   |    |
| 24. | Finnország         | Christoffer Fredrikson Werneri Koskinen Emil Martikainen Samuli Korpi                   | 4:07.22 1:01.96 1:10.78 59.29 55.19   |    |
| 25. | Románia            | Glinta Róbert Bogdan Petre Paul Pavala Bogdan Scarlat                                   | 4:11.28 1:00.93 1:13.77 1:01.65 54.93 |    |

## Döntő
| H     | Név                | Nemzet                                                                                | E                                 | Mj |
| ----- | ------------------ | ------------------------------------------------------------------------------------- | --------------------------------- | -- |
| Arany | Oroszország        | Filipp Shopin Anton Chupkov Dmitry Malkov Arseniy Badamshin                           | 3:46.40 58.01 1:01.77 55.59 51.03 |    |
| Ezüst | Olaszország        | Lorenzo Glessi Alex Baldisseri Matteo Masiero Alessandro Bori                         | 3:48.01 58.36 1:04.24 54.99 50.42 |    |
| Bronz | Ukrajna            | Andriy Khloptsov Yevgen Kurkin Dmytro Prozhoga Viacheslav Ohnov                       | 3:49.50 58.48 1:03.69 55.63 51.70 |    |
| 4.    | Egyesült Királyság | Martyn Walton Charlie Attwood Luke Gunning Suleman Butt                               | 3:49.82 58.69 1:03.07 56.48 51.58 |    |
| 5.    | Spanyolország      | Javier Romerobarrios Juan Luis Vega Trejo Alberto Lozano Mateos Joan Casanovas Skoubo | 3:51.74 59.13 1:06.01 54.91 51.69 |    |
| 6.    | Németország        | Marek Ulrich Leo Schmidt Johannes Tesch Hendrik Ulrich                                | 3:52.54 59.05 1:06.14 55.23 52.12 |    |
| 7.    | Lengyelország      | Dawid Murzyn Karol Zbutowicz Michal Chudy Michal Brzus                                | 3:52.76 58.07 1:05.99 55.85 52.85 |    |
| 8.    | Belgium            | Tuur Lemmens Basten Caerts Alexis Borisavljevic Thomas Thijs                          | 3:54.50 59.73 1:05.61 57.10 52.06 |    |